# Rocchetta Mattei
La Rocchetta Mattei es una fortaleza ubicada en el norte de los Apeninos, en una colina a 407 metros sobre el nivel del mar, en Savignano, en el municipio de Grizzana Morandi , en la carretera nacional n° 64 Porrettana, en la ciudad metropolitana de Bolonia.  Construido en la segunda mitad del siglo XIX, mezcla de manera ecléctica diferentes estilos, desde el medieval hasta el morisco. La Rocchetta es el telón de fondo de la novela criminal del escritor boloñés Loriano Macchiavelli , Delitti di gente qualunque, publicada en 2009.

## Historia

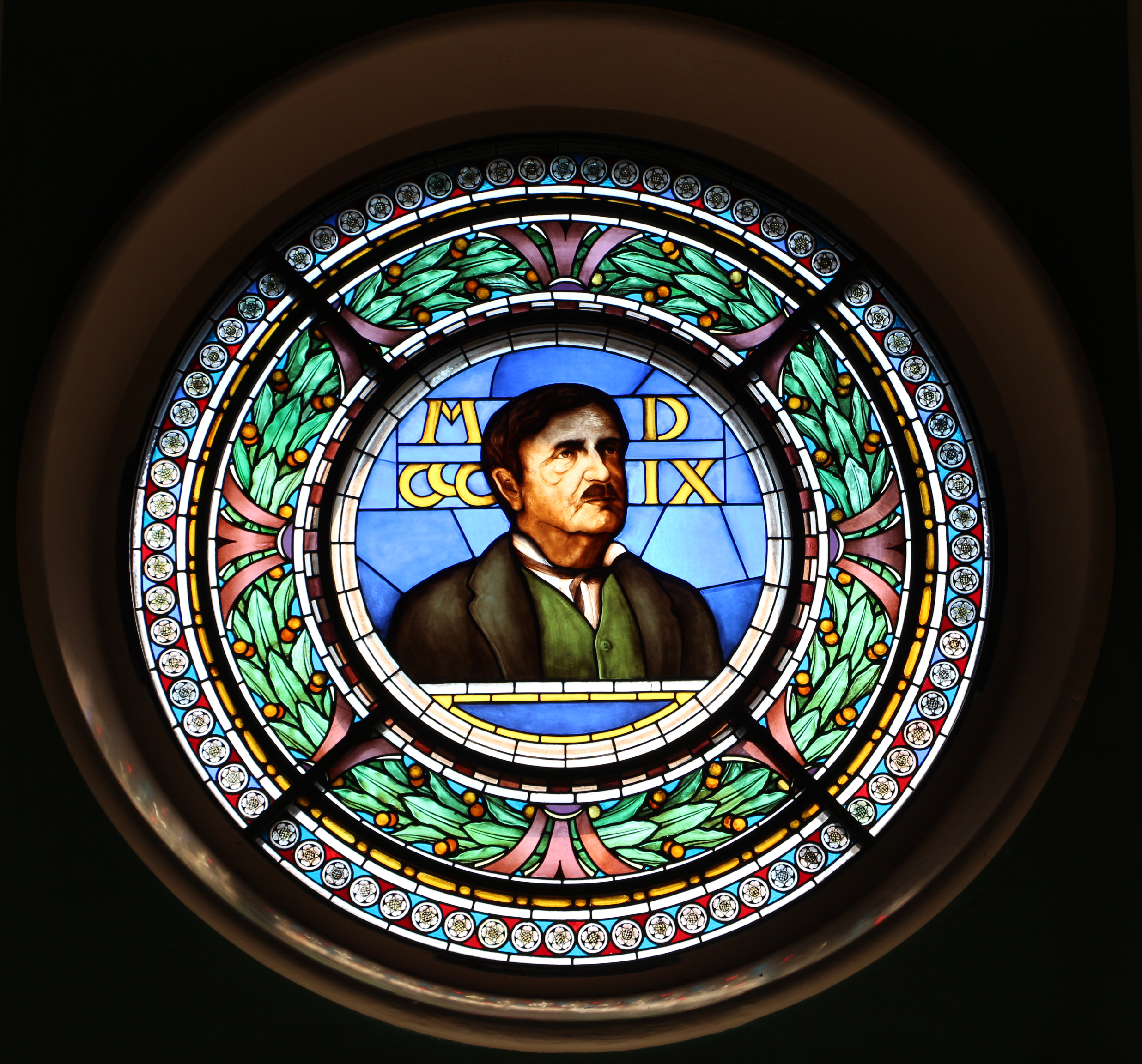
El conde Cesare Mattei

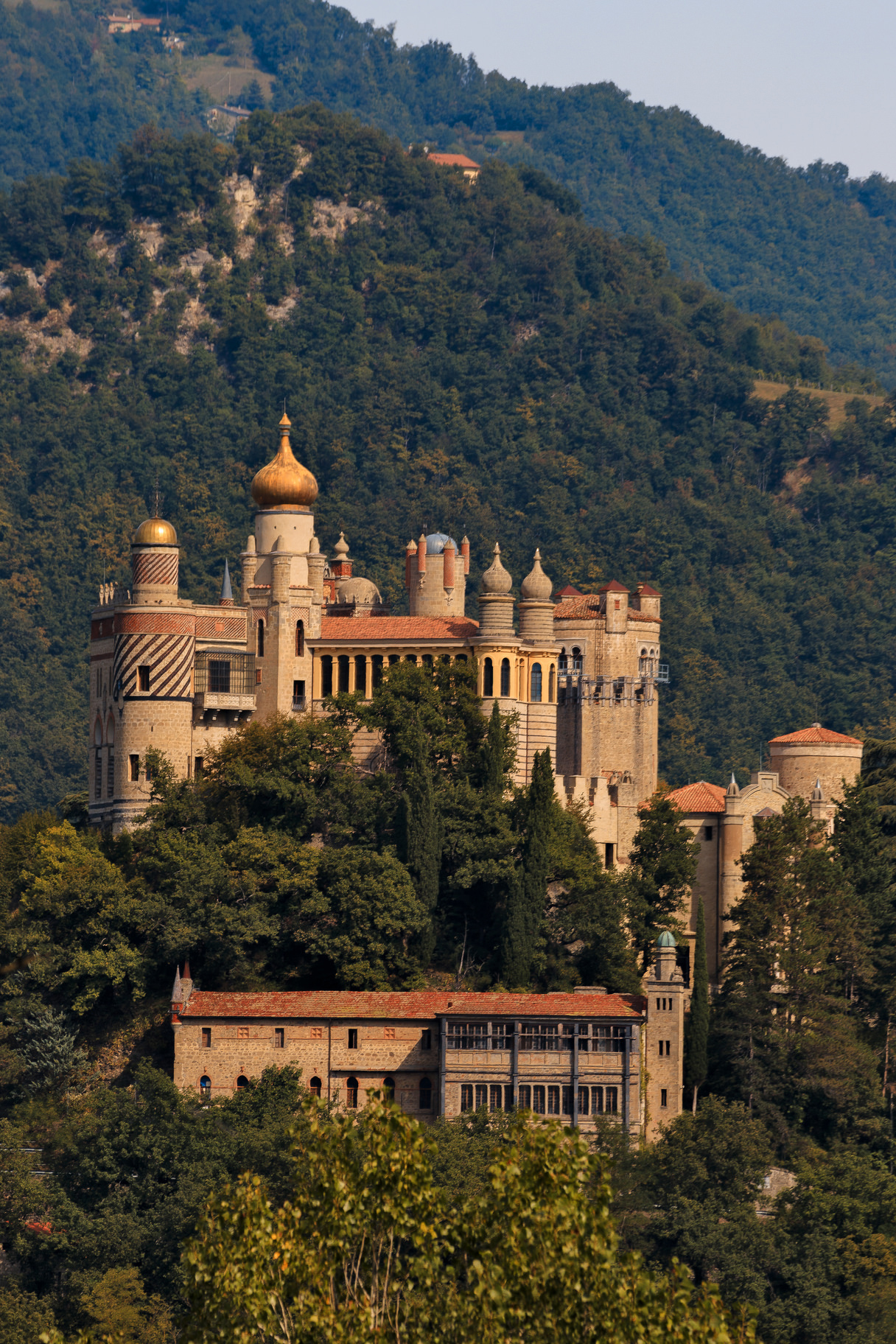
La Rocchetta Mattei

La Rocchetta fue el hogar del conde Cesare Mattei, un académico, político y médico autodidacta.  El 5 de noviembre de 1850, se colocó la primera piedra de la Rocchetta y ya en 1859 se consideró habitable, tanto que Cesare Mattei nunca la abandonó. Dentro de la Rocchetta, el conde lleva una vida como señor medieval del castillo e incluso llega a crear una corte.  El castillo albergaba a ilustres figuras que vinieron de todas partes para someterse al tratamiento de Mattei, parece que incluso los huéspedes de la Rocchetta fueron Ludovico III de Baviera y el Zar Alejandro II. 

### Después de la Segunda Guerra Mundial

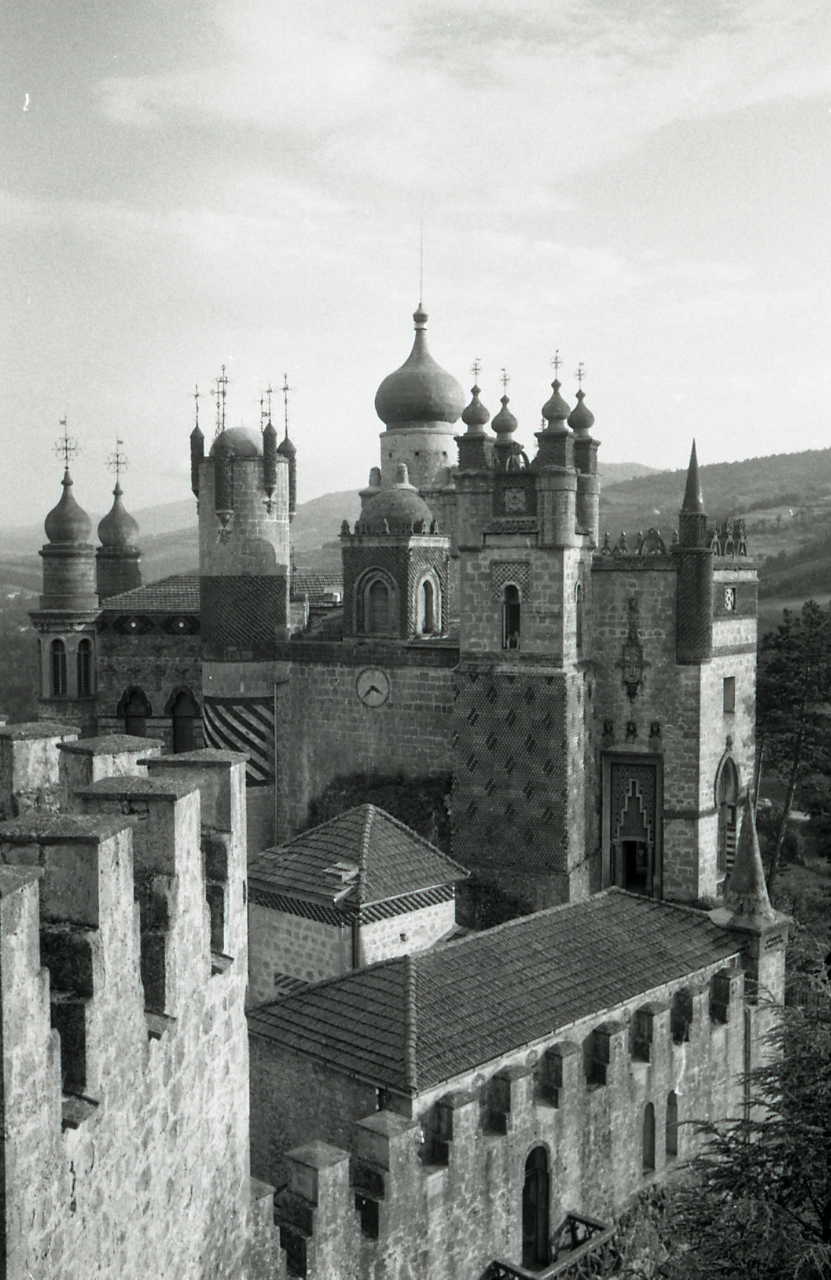
La Rocchetta fotografiada por Paolo Monti en 1956.

Durante la guerra, las tropas alemanas dañaron el interior del edificio, de modo que, cuando terminó el conflicto, la última heredera, Iris Boriani, incapaz de vender la Rocchetta, la ofrece gratuitamente al Municipio de Bolonia, que sin embargo no acepta la donación. 
En 1959, Primo Stefanelli compró la Rocchetta y transformó uno de los edificios más pequeños, que ya se utilizaba como pabellón de caza, en un acogedor hotel con un restaurante contiguo, desde el cual se accede al parque sombreado adyacente, un verdadero oasis de paz y serenidad.  Stefanelli tiene como objetivo reparar el daño para restaurar el castillo a su estado original, para que sea un destino turístico de considerable interés. 

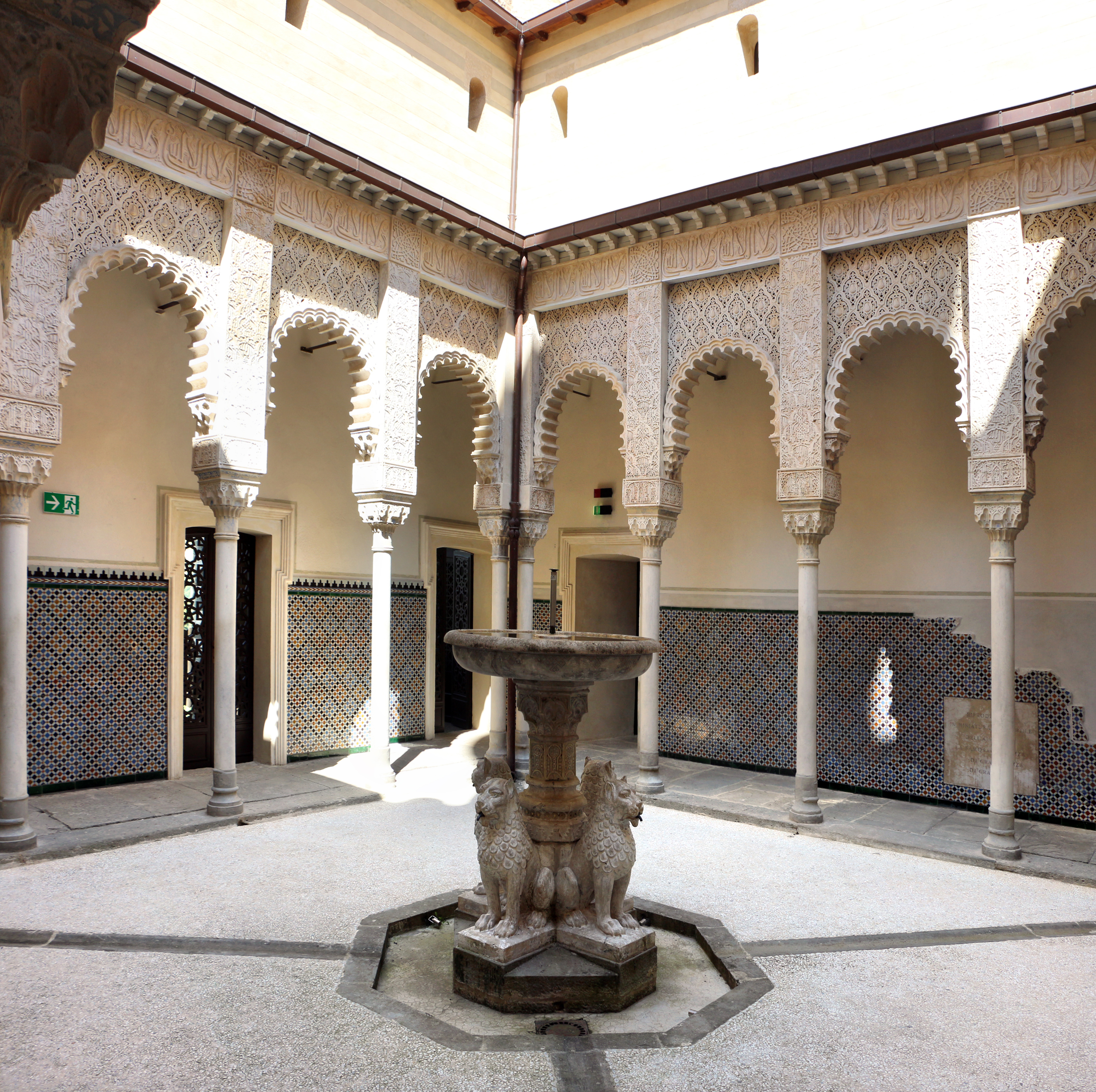
El patio de los leones.

En 1989 , Stefanelli muere y la situación cae: debido a varios problemas, la Rocchetta se cerró definitivamente al público. 
En 1997 se creó un comité para proteger el castillo que, en el abandono total de los propietarios y las instituciones gubernamentales, parecía destinado a la ruina. Se promueven muchas iniciativas en este sentido, una cadena humana alrededor de Rocchetta, conferencias y debates, que son muy exitosos. 
En 2006, la Fundación Cassa di Risparmio en Bolonia anunció oficialmente la adquisición de Rocchetta Mattei, sometida a trabajos de restauración, que terminó con la reapertura al público el 9 de agosto de 2015.

## Descripción

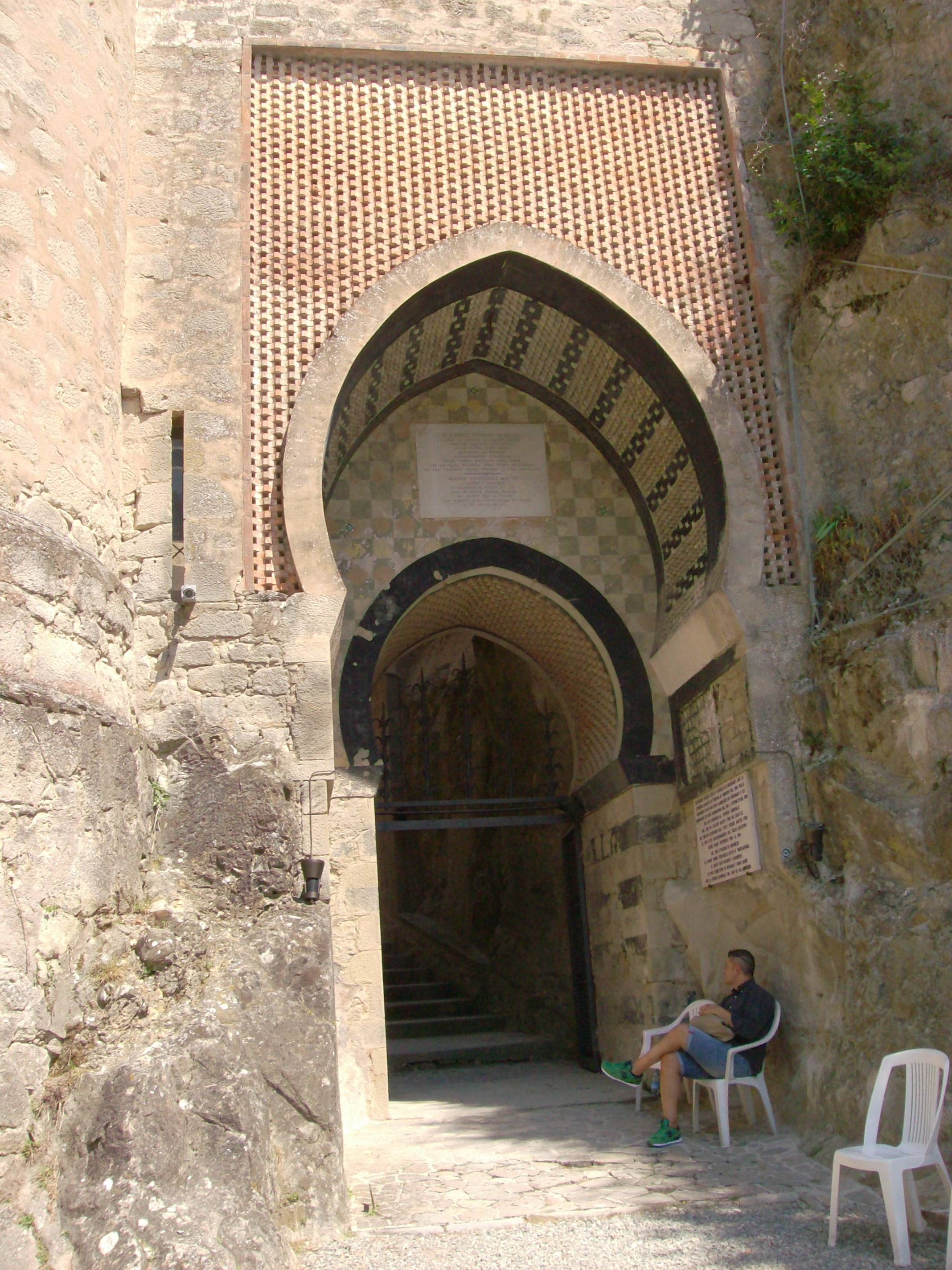
La entrada a la rocchetta.

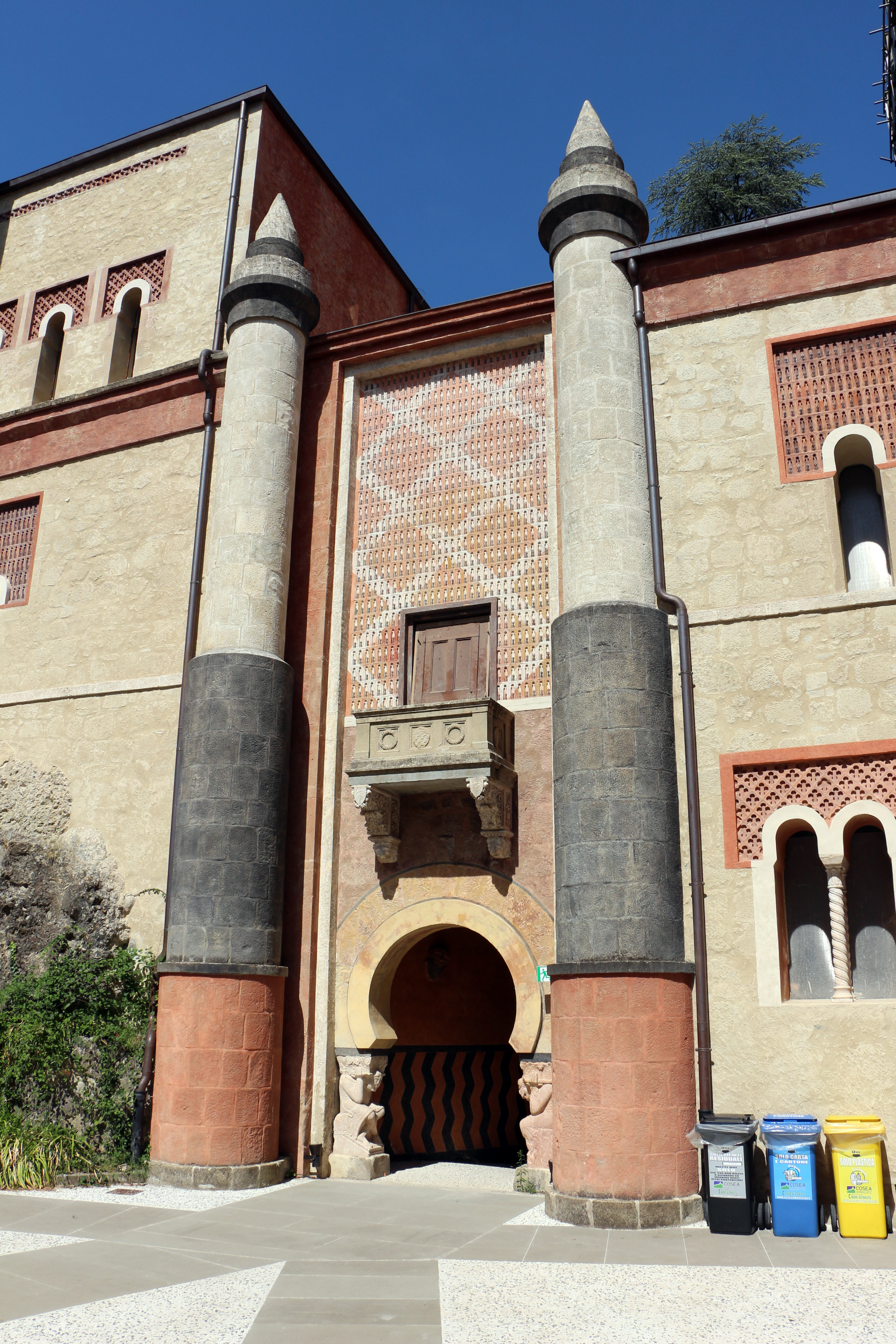
El patio principal

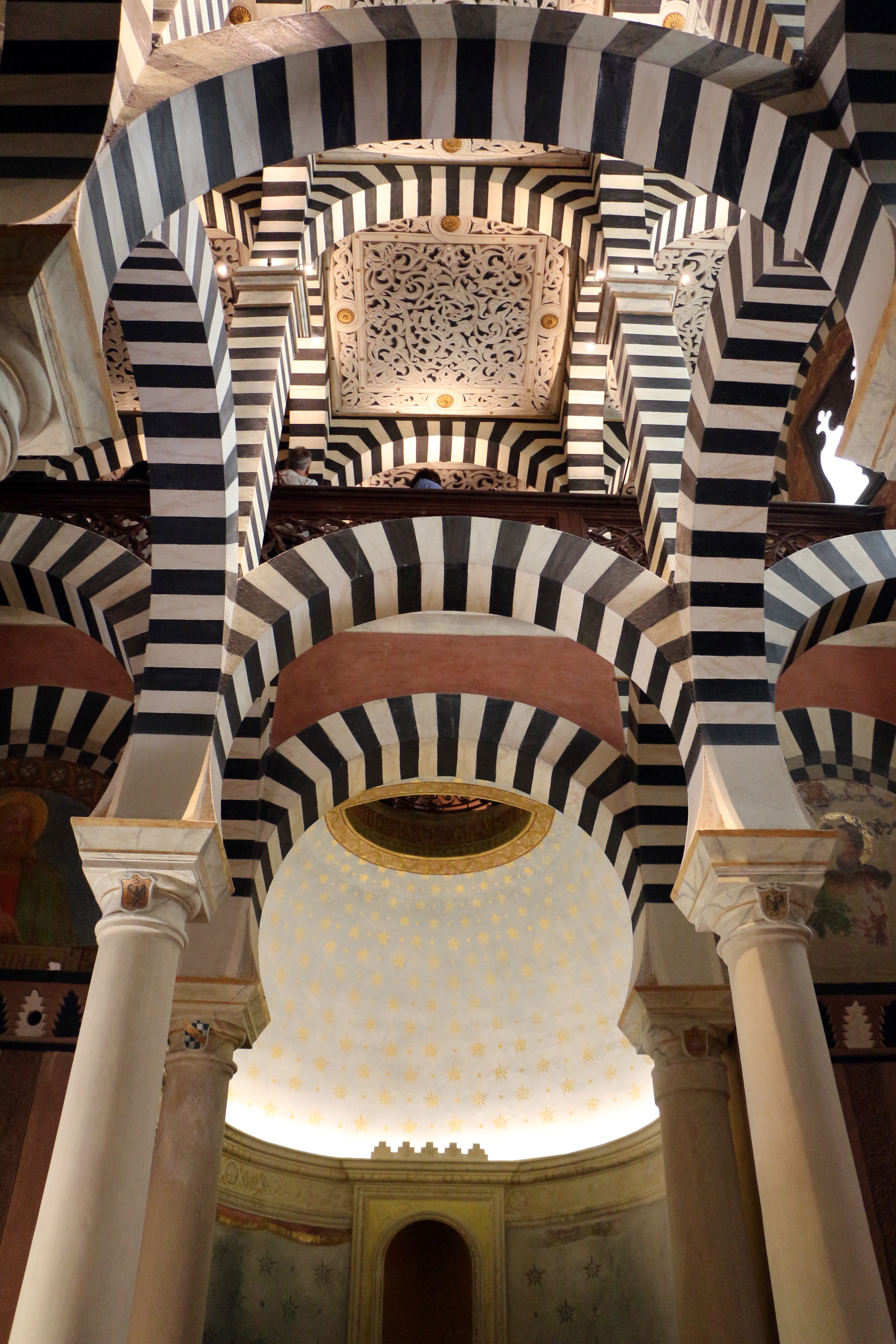
La capilla

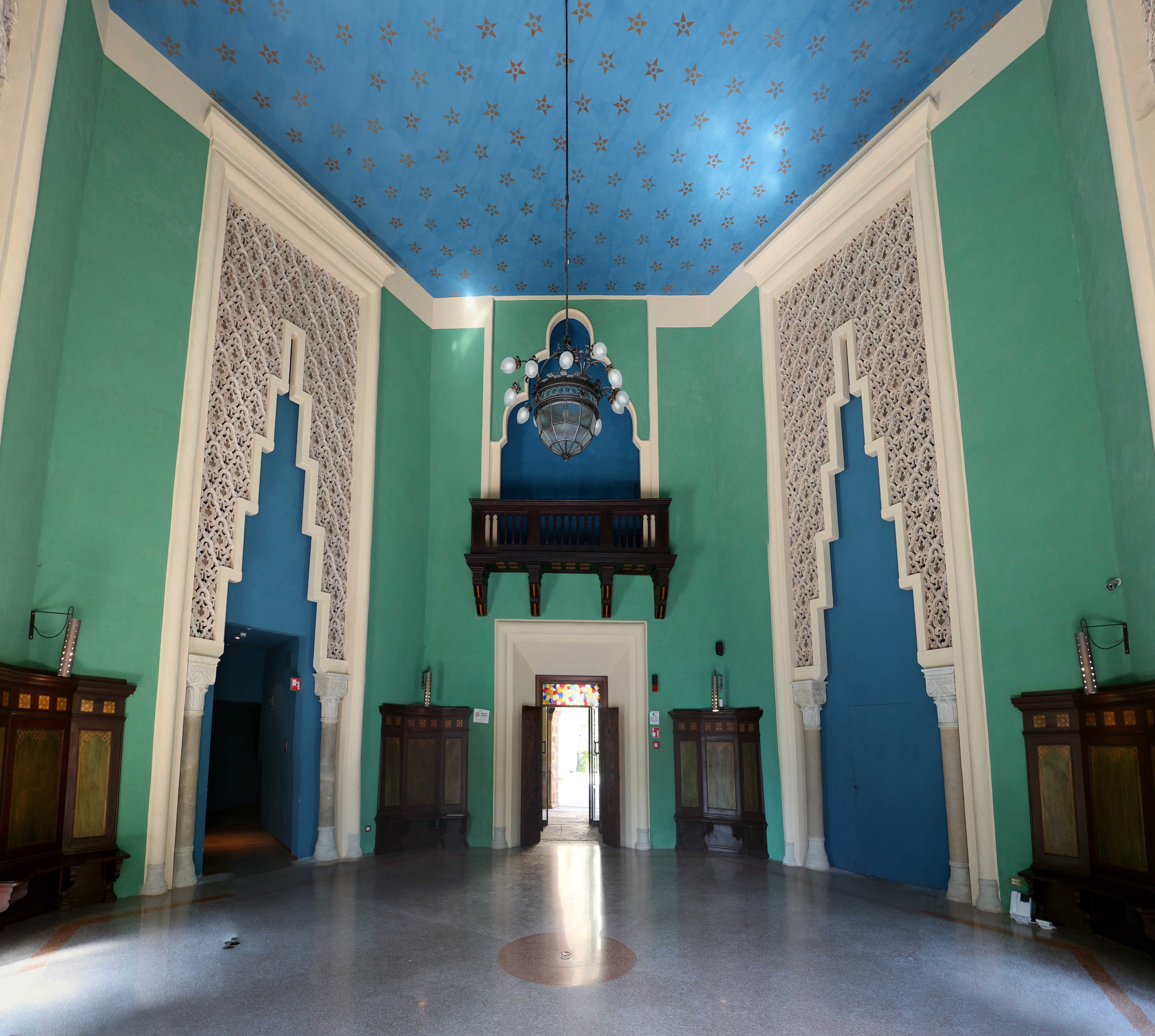
La sala de novanta

El conjunto de edificios que conforman el castillo actual está ubicado en un complejo medieval, perteneció a los emperadores Federico Barbarroja y Ottone IV y al dominio de la Condesa Matilde di Canossa , quien tenía un vasallo , Lanfranco da Savignano, como guardián.  La necesidad de defender el pasaje sobre el Rin hizo que este castillo fuera precioso para los gobernantes de la época.  Habiendo caído en manos de los boloñeses y creado una línea defensiva más avanzada, la fortaleza se volvió inútil y fue destruida en 1293 . 
Antes de elegir a Savignano como lugar para la construcción de su castillo, parece que Cesare Mattei había visitado varios lugares.  El lugar fue preferido por muchas razones: la comodidad del acceso, el aislamiento de la elevación rocosa formando un gigantesco pedestal natural, la situación del lugar en la confluencia de los ríos Limentra y Reno, cuyos valles dominan esta roca frente al pintoresco Grupo de Montovolo y Monvigese.  El estilo predominante es el morisco , al que se añade la arquitectura italiana medieval y moderna.
Una escalera grande y cómoda conduce al vestíbulo del cuerpo habitado.  Un hipogrifo está vigilando la entrada, por lo que se pasa a un patio excavado en la roca.  Dos gnomos como las cariátides sostienen la jamba de una puerta delantera.  La cuenca monolítica que ocupa el centro proviene de la iglesia parroquial de Verzuno, donde sirvió como pila bautismal.  En este patio, entrando, en la esquina izquierda, el 5 de noviembre de 1850, en presencia de pocos amigos, Cesare Mattei colocó la primera piedra del edificio, que llamó con el nombre de pila de Rocchetta. 
Desde el mismo lado, una puerta conduce a una escalera y luego a la magnífica logia conocida como Loggia Carolina en estilo oriental.  La escalera de la Torre conduce, a través de un puente levadizo , a una pequeña habitación con pequeñas ventanas y un techo de estalactita, que era el dormitorio del Conde Cesare Mattei, en el que aún se conservan los muebles y tuberías originales que son propiedad del mismo.  Casi opuesta es la escala de visiones donde una fantasía alegórica en la bóveda representa la nueva ciencia homeopática que gana la medicina antigua.
La escalera conduce a la sala de inglés en la parte superior de la torre principal.  Volviendo a Carolina Lodge está la sala blanca y la sala turca.  Después de un corto tramo de roca, acantilado y balcón al mismo tiempo, está el patio de los Leones, la parte más exitosa de todo el edificio, una reproducción del patio de la Alhambra en Granada .  Junto al patio de los Leones se encuentra la entrada a una especie de gran coro, que domina el interior de la iglesia del castillo. Los restos de Cesare Mattei se encuentran dentro de un arca cubierta de mayólica. 
Al regresar del patio de los Leones, uno entra en el salón de la paz, así llamado en homenaje al final victorioso de la Gran Guerra, y posteriormente en el salón de la música de la iglesia, imitación de la catedral de Córdoba. Junto a la iglesia se encuentra la sala de estar de los noventa, llamada así porque el conde Mattei quería celebrar un banquete de antiguos noagareños cuando llegó a esta edad. Murió antes de tiempo sin haber visto la habitación terminada, que fue terminada por su hijo adoptivo Mario Venturoli Mattei. Saliendo del parque y desde aquí una elegante escalera de piedra conduce a la Porrettana. Varias construcciones menores, una vez utilizadas como salas de servicio y ahora convertidas en chalés, coronan el edificio principal.

## Escudo de armas de la familia Mattei
En la Rocchetta hay representaciones del escudo de armas de la familia Mattei, cuya descripción heráldica ( blasón ) es la siguiente: plata y verde con cinco filas de oro en todo el conjunto, con la cabeza del Imperio. 

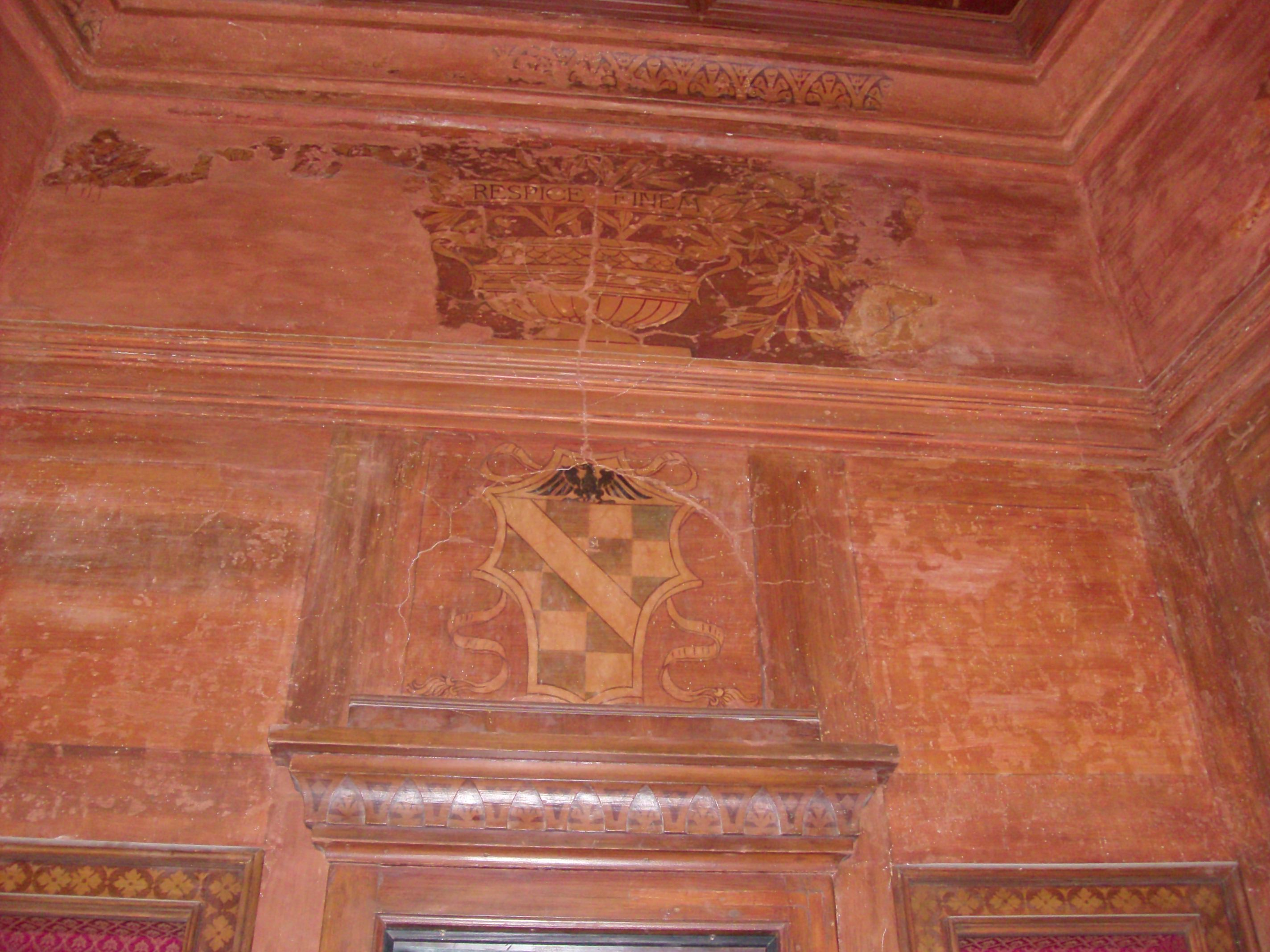
El escudo de la familia Mattei completo con todos sus elementos.
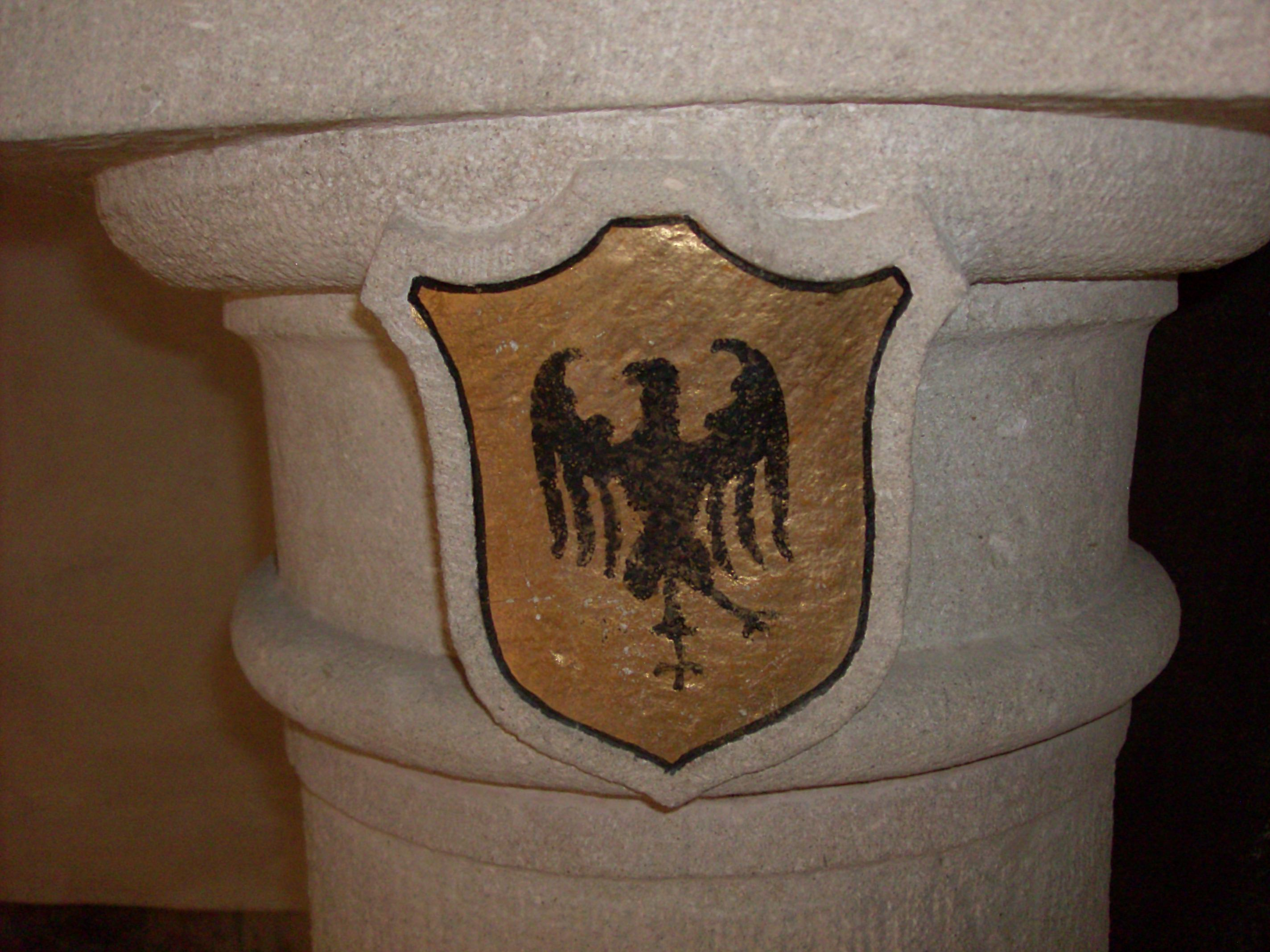
La parte superior del escudo de armas de la familia Mattei: el jefe del Imperio
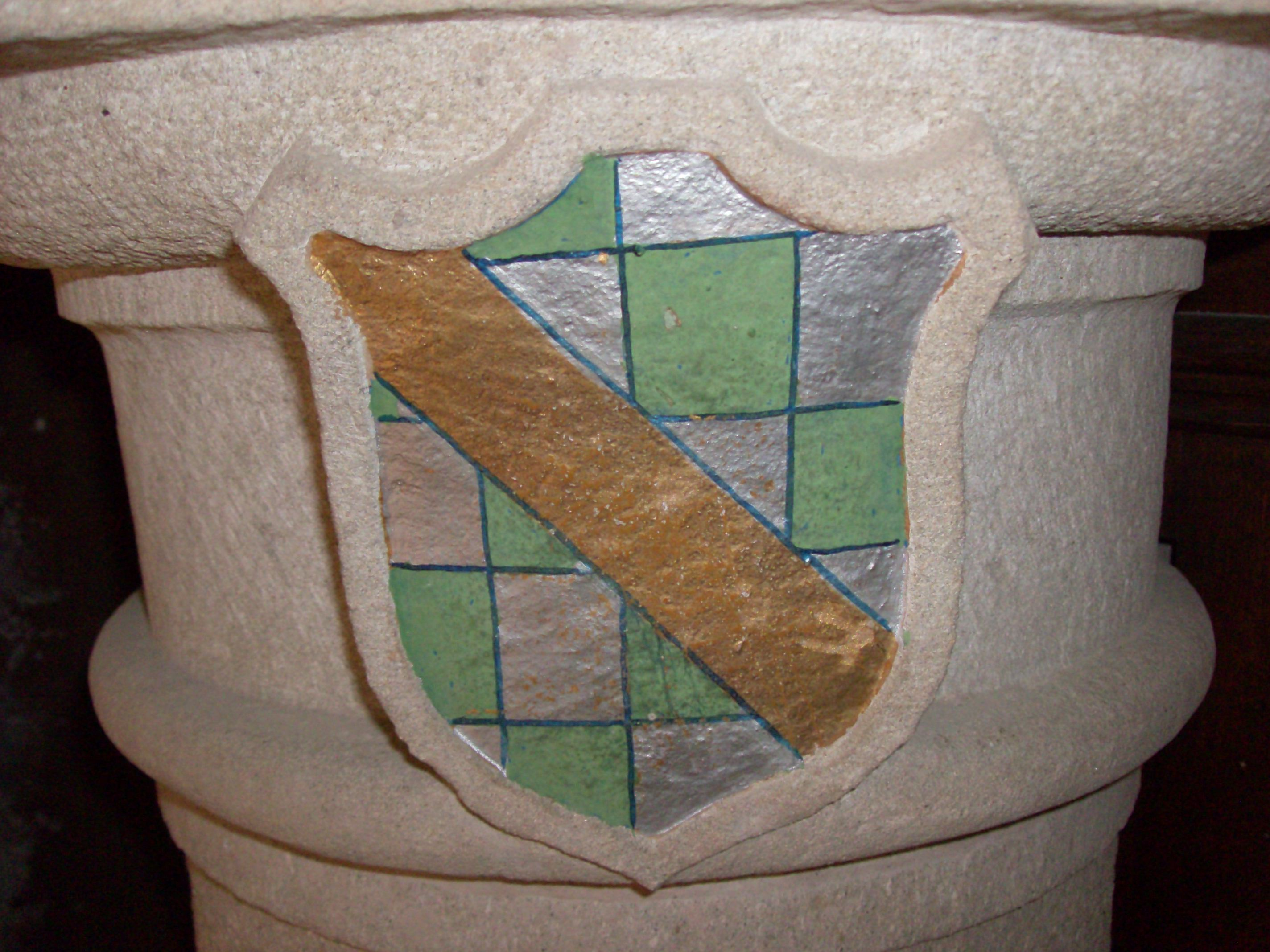
La parte inferior del escudo de la familia Mattei: plateado y verde con cinco filas de oro en toda la banda

## Filmografía
Las películas están ambientadas en la Rocchetta Mattei: 
- Balsamus, el hombre de Satanás, 1968, de Pupi Avati;
- Enrique IV, 1984 de Marco Bellocchio .